# ルドルフ・アマンドゥス・フィリッピ

Rodolfo Amando Philippi.

ルドルフ・アマンドゥス・フィリッピ（Rudolph Amandus Philippi, スペイン語風に、ロドルフォ・アマンド・フィリップ、Rodolfo Amando Philippi, 1808年9月14日 - 1904年7月23日）は、ドイツ生まれで、チリで働いた古生物学者、植物学者、動物学者。チリの近代科学の父ともされる一人である。
ベルリンのシャーロッテンブルクに生まれた。医学を学ぶが、自らの健康に不安を持ち、イタリアやシシリー島など地中海の気候の良いところに長く療養のための旅をした。1835年にカッセルの高等商業学校で生物学の教師となり1850年に校長となるが、1838年から1840年の間にも2年間、イタリアで過ごした。
1851年にチリに渡り、1853年にバルディビアの学校を任され、その年の10月、サンティアゴ・デ・チレ大学の植物学と動物学の教授に任じられた。長生きをし、その後の40年以上を、サンティアゴの植物園と新設された自然史博物館を統括した。チリの動植物の総合的なコレクションを作り上げ、何度もチリ国内の研究調査旅行を行った。サンティアゴの国立自然史博物館を南米で最も重要な博物館に育て、チリの近代科学の父ともされる一人である。
息子のフェデリコ・フィリッピ(Friedrich Heinrich Eunom Philippi Krumwiede; 1838-1910)も植物学者となった。
スベリヒユ科の属名、Philippiamra Kuntze（Cistantheのシノニム）やナデシコ科の属名、Philippiella Speg.に献名された。

## 著作
著作は、動物学、古生物学、植物学の分野、多くの動物の種（特に軟体動物）とチリの植物の記載を行った。重要なものは以下である。
- Abbildungen und Beschreibungen neuer oder wenig bekannter Conchylien. Theodor Fischer, Cassel 1842–1850
- Enumeratio molluscorum Siciliae cum viventium tum in tellure tertiara fossilium. Schropp, Berlin 1836; 2. Ausgabe: Eduard Anton, Halle, 1844
- Die sogenannte Wüste Atacama. In: Mittheilungen aus Justus Perteś geographischer Anstalt. Petermann; Justus Perthes, Gotha 1856.
- Reise durch die Wüste Atacama auf Befehl der chilenischen Regierung im Sommer 1853–54 unternommen und bechrieben, von DR. ... nebst einer Karte und XXVII Tafeln. Eduard Anton, Halle 1860 doi:10.5962/bhl.title.7178
- Florula Atacamensis seu enumeratio plantarum, qaias... Eduard Anton, Halle 1860
- Elementos de historia natural. 4. Auflage, 1885
- Elementos de botanica. 1885.
- Beiträge zur Kenntniss der Tertiaerversteinerungen des nordwestlichen Deutschlands. Theodor Fischer, Kassel 1843 doi:10.5962/bhl.title.44897
- Aufzählung der chilenischen Dipteren. Wien 1865 doi:10.5962/bhl.title.9295
- Die tertiären und quartären Versteinerungen Chiles. F.A. Brockhaus, Leipzig 1887 doi:10.5962/bhl.title.15048
- Las especies chilenas del jénero mactra. Santiago de Chile 1893 doi:10.5962/bhl.title.11096
- Plantas nuevas Chilenas. Santiago de Chile 1893-1896 doi:10.5962/bhl.title.8592
- Los fósiles secundarios de Chile. Santiago de Chile 1899 doi:10.5962/bhl.title.13904
- Figuras i descripciones de aves chilenas. Santiago de Chile 1902 doi:10.5962/bhl.title.14390